# 1990 (szám)
Az 1990 (római számmal: MCMXC) az 1989 és 1991 között található természetes szám.

## A matematikában
A tízes számrendszerbeli 1990-es a kettes számrendszerben 11111000110, a nyolcas számrendszerben 3706, a tizenhatos számrendszerben 7C6 alakban írható fel.
Az 1990 páros szám, összetett szám, szfenikus szám. Kanonikus alakja 21 · 51 · 1991, normálalakban az 1,99 · 103 szorzattal írható fel. Nyolc osztója van a természetes számok halmazán, ezek növekvő sorrendben: 1, 2, 5, 10, 199, 398, 995 és 1990.
Csillagtestszám.
Az 1990 két szám valódiosztóösszeg-függvényeként áll elő, ezek a 2644 és a 3974.